# Machimus diagonalis
Machimus diagonalis är en tvåvingeart som först beskrevs av Pandelle 1905.  Machimus diagonalis ingår i släktet Machimus och familjen rovflugor. Inga underarter finns listade i Catalogue of Life.